# Allaeanthus
Allaeanthus, biljni rod iz porodice dudovki. Po nekim autorima sinonim je za Broussonetia. Vrste uključivane u njega raširena su po dijelovima Azije i Madagaskara.
Rod je opisan 1854.

## Vrste
1. Allaeanthus greveanus (Baill.) Capuron; Madagaskar, Komori
2. Allaeanthus kurzii Hook.f.
3. Allaeanthus luzonicus (Blanco) Fern.-Vill.; Filipini, Sulawesi
4. Allaeanthus zeylanicus Thwaites; Šri Lanka